# Plätering
Plätering (av engelska plate, plåt) är överdrag av ädel eller rostfri metall på annan metall. Pläterad plåt kallas pläter.
Plätering har använts i många hundra år, men är också viktig inom modern teknologi. Plätering används också för att dekorera objekt, som korrosionsskydd, för att öka lödbarhet, som förhårdning, för att öka slitageresistens, för att reducera friktion, för att öka vidhäftning, för att förändra konduktivitet, som strålningsskydd och för andra ändamål.
För smycken används vanligtvis plätering för att ge en silver- eller guldfinish samt t.ex. vid rodiering av silver eller vitguldsföremål. Tunnfilmsdeposition har använts för att plätera objekt så små som en atom, därför är en del plätering nanoteknik.